# Station Bognor Regis
Bognor Regis is een spoorwegstation van National Rail in Bognor Regis, Arun in Engeland. Het station is eigendom van Network Rail en wordt beheerd door Southern. Het station is geopend in 1864.